# Кулаков, Владимир Ильич
Владимир Ильич Кулаков (9 мая 1948, поселок Безымянное, Саратовская область, РСФСР, СССР) — хоккейный тренер, заслуженный тренер РСФСР (1990), тренер хоккейно-футбольного клуба «Романтик» (Балаково). Почётный гражданин Балаково (2009).

## Карьера
В 1971 году Владимир Ильич переехал из поселка в Балаково, где начал трудовую карьеру. Работал на заводе «РТИ» столяром, бетонщиком, занимался хоккеем и футболом в командах «Корд» и «Темп».
С 1974 года работает тренером хоккейно-футбольного клуба «Романтик».

## Известные воспитанники
- Коваленко Андрей — олимпийский чемпион 1992 года по хоккею, серебряный призёр ОИ-98
- Татьяна Царёва — бронзовый призёр ЧМ по женскому хоккею
- Катрич Павел — игрок «Динамо» (Москва)
- Макаров Владислав — чемпион России по хоккею, игрок ХК «Ак Барс»
- Пискунов Павел — игрок ХК «Авангард»
- Максимкин Иван — игрок ХК «Лада»
- Киселев Денис — игрок ХК «Кристалл» (Саратов)
- Кириллов Иван — игрок ХК «Нефтехимик»
- Кугрышев Дмитрий — игрок ХК ЦСКА
- Толузаков Филипп — игрок ХК ЦСКА
- Николаева Екатерина — игрок ХК «Динамо-Нева»